# Карпелюк, Андрей Иосифович
Андрей Иосифович Карпелюк (1907—1996) — советский военачальник, генерал-майор (11 июля 1945).

## Начальная биография
Родился 10 апреля 1907 года в селе Плоское Российской империи, ныне Ружинского района Житомирской области Украины. Украинец.
Окончил 7 классов школы в 1925 году.
До службы в армии Карпелюк работал продавцом в сельскохозяйственном товариществе в родном селе.

## Военная служба
В Красную армию вступил 17 сентября 1927 года. В октябре 1927 года он поступил курсантом в Киевскую пехотную школу, по окончании которой с июня 1930 года служил в 284-м стрелковом полку 95-й стрелковой дивизии УВО командиром стрелкового и учебного взводов, командиром стрелковой и учебной рот. С апреля 1938 года был помощником командира батальона в 161-м стрелковом полку той же дивизии. В 1937 и 1938 гг. дважды по шесть месяцев привлекался на курсы младших лейтенантов при 6-м стрелковом корпусе 95-й стрелковой дивизии в качестве начальника учебной группы. 
Участвовал в Советско-финляндской войне. С 30 декабря 1939 года по 13 марта 1940 года, будучи помощником командира батальона 161-го стрелкового полка, принимал участие в боях с белофиннами на Северо-Западном фронте. 
Член ВКП(б) с 1940 года (партийный билет № 4270574). В сентябре 1940 года был переведён в Житомирское пехотное училище помощником командира батальона курсантов по огневой подготовке, а с ноября исполнял должность помощника начальника учебного отдела училища. Директивой Генштаба Красной армии от 5 мая 1941 оно было переименовано в Ростовское пехотное и в начале июля передислоцировано в город Ростов-на-Дону.

### Великая Отечественная война
В октябре 1941 года майор  Карпелюк  командиром батальона курсантов участвовал в оборонительных боях под Ростовом-на-Дону. В конце месяца училище было выведено из боя и передислоцировано в город Ставрополь, а  Карпелюк оставлен с выпускным курсом при 9-й армии Южного фронта. В ноябре курсанты получили офицерские звания и были направлены в войска, а  Карпелюк назначен командиром 256-го стрелкового полка 30-й Иркутской стрелковой ордена Ленина дважды Краснознаменной дивизии им. Верховного Совета РСФСР. В январе 1942 года ее части в составе 56-й армии Южного фронта участвовали в Ростовской наступательной операции. С выходом на реку Миус севернее Таганрога дивизия перешла к обороне.
12 мая 1942 года подполковник  Карпелюк допущен к исполнению должности заместителя командира 30-й  стрелковой дивизии. В конце июля она вместе с армией была подчинена Северо-Кавказскому фронту (с 1 сентября 1942 года — в Черноморской группе войск Закавказского фронта) и участвовала в Армавиро-Майкопской и Туапсинской оборонительных операциях. В ходе последней 22 октября 1942 года  Карпелюк был допущен к командованию 68-й отдельной морской стрелковой бригадой и участвовал с ней в битве за Кавказ, в оборонительных боях на подступах к Туапсе. В мае 1943 года на базе этой же 68-й и 10-й отдельных стрелковых бригад была сформирована 29-я стрелковая дивизия, а подполковник Карпелюк назначен в ней заместителем командира. После сформирования она вошла в 47-ю армию Степного ВО (с 9 июля — Степного фронта) и занимала оборону на рубеже Алексеевка, Помарный, Погореловка (в 4 км западнее города Короча Белгородской области). С 17 августа дивизия участвовала в Белгородско-Харьковской наступательной операции. В период с 11 сентября по 21 октября  Карпелюк временно командовал этой дивизией, находившейся в это время на доукомплектовании в Курской области. С прибытием вновь назначенного комдива полковника Я. Л. Штеймана приступил к исполнению прямых обязанностей его заместителя. 
В ноябре 1943 года 29-я стрелковая дивизия была переброшена в район города Невель, где вошла в 4-ю ударную армию 1-го Прибалтийского фронта и с января 1944 года вела наступательные и оборонительные бои в районе населённых пунктов Козлово, Борок, Лобок Тверской, тогда Калининской обл. С февраля 1944 года она находилась в резерве Ставки ВГК.
В марте 1944 года полковник Карпелюк был переведён заместителем командира 1-й стрелковой дивизии. В том же месяце дивизия из резерва Ставки ВГК была направлена в 70-ю армию 1-го Белорусского фронта и летом участвовала с ней в Белорусской наступательной операции. В ночь на 23 июля её части форсировали реку Западный Буг и в тесном взаимодействии с другими соединениями участвовали в окружении брестской группировки противника. За отличия в этих боях дивизии было присвоено наименование «Брестская» (10.8.1944). 3 сентября 1944 года полковник Карпелюк допущен к командованию 1-й стрелковой Брестской дивизией. До января 1945 года она в составе 70-й армии находилась в резерве, затем участвовала в Восточно-Прусской, Восточно-Померанской и Берлинской наступательных операциях. За прорыв обороны противника 28 января 1945 года севернее Варшавы, форсирование реки Висла и преследование немцев на глубину до 230 км её командир полковник Карпелюк был награждён орденом Суворова 2-й степени.
За время войны комдив Карпелюк был двенадцать раз упомянут в благодарственных приказах Верховного Главнокомандующего.
31 мая 1945 года командующим 70-й армией генерал-полковником Поповым Карпелюк был представлен к званию Героя Советского Союза, но был награждён орденом Ленина.

### Послевоенное время
После войны летом 1945 года дивизия была расформирована, а её бывший командир генерал-майор Карпелюк с 15 апреля 1946 года назначен начальником отдела комендантской службы Управления Федеральной земли Тюрингия СВАГ. В 1948 году назначен начальником Военного отдела, а затем заместителем начальника штаба управления Советской военной администрации Тюрингии. С декабря 1948 года по февраль 1950 года находился на курсах усовершенствования командиров стрелковых дивизий при Военной академии им. М. В. Фрунзе. После их окончания с февраля 1950 года командовал 21-й отдельной стрелковой Тартуской Краснознаменной бригадой в Беломорском ВО. С марта 1951 года исполнял должность начальника Череповецкого пехотного училища, с ноября 1957 года — начальника военной кафедры Северо-Осетинского сельскохозяйственного института.
2 декабря 1958 года уволен в отставку по болезни, вместе с женой переехал в Киев, где умер в 1996 году.
Жена — Антонина Николаевна, работала учительницей младших классов. Их дочь — Аделаида Андреевна Карпелюк (1931—2013) — была замужем за писателем Борисом Стругацким. Её сын Андрей, внук Андрея Иосифовича, родился в 1959 году.

## Награды
СССР
- два ордена Ленина (29.05.1945[8], 20.04.1953[9])
- два ордена Красного Знамени (29.06.1944[8], 06.11.1947[9])
- орден Суворова II степени (29.05.1945[8])
- два ордена Отечественной войны I степени (28.08.1944[8], 06.04.1985[10])
- два ордена Красной Звезды (в т.ч. 03.11.1944[9])
- медали в том числе:
  - «За отвагу» (1940)
  - «За оборону Кавказа» (04.06.1945)
  - «За Победу над Германией в Великой Отечественной войне 1941—1945 гг.» (1945)
  - «За освобождение Варшавы» (1945)
  - «Ветеран Вооружённых Сил СССР» (1976)

Приказы (благодарности) Верховного Главнокомандующего в которых отмечен А. И. Карпелюк
- За переход  в наступление на двух плацдармах на западном берегу реки Нарев, севернее Варшавы, прорыв глубоко эшелонированной обороны противника и овладение  сильными опорными пунктами обороны немцев городами Макув, Пултуск, Цеханув, Нове-Място, Насельск. 17 января 1945 года  № 224.
- За овладение штурмом городом Пшасныш (Прасныш), городом и крепостью Модлин (Новогеоргиевск) — важными узлами коммуникаций и опорными пунктами обороны немцев. 18 января 1945 года. № 226.
- За овладение штурмом городом и крепостью Торунь (Торн) – важным узлом коммуникаций и мощным опорным пунктом обороны немцев на реке Висла. 1 февраля 1945 года. № 268.
- За овладение городами Хойнице (Конитц) и Тухоля (Тухель) – крупными узлами коммуникаций и сильными опорными пунктами обороны немцев в западной части Польши. 15 февраля 1945 года. № 280.
- За овладение овладели городами Бытув (Бютов) и Косьцежина (Берент) – важными узлами железных и шоссейных дорог и сильными опорными пунктами обороны немцев на путях к Данцигу. 8 марта 1945 года. № 296.
- За овладение городом и крепостью Гданьск (Данциг) — важнейшим портом и первоклассной военно-морской базой немцев на Балтийском море. 30 марта 1945 года. № 319
- За форсирование Одера южнее Штеттина, прорыв сильно укрепленной обороны немцев на западном берегу Одера и овладение главным городом Померании и крупным морским портом Штеттин, а также овладение городами Гартц, Пенкун, Казеков, Шведт. 26 апреля 1945 года. № 344.
- За овладение городами Пренцлау, Ангермюнде — важными опорными пунктами обороны немцев в Западной Померании. 27 апреля 1945 года. № 348.
- За овладение городами и важными узлами дорог Анклам, Фридланд, Нойбранденбург, Лихен и вступили на территорию провинции Мекленбург. 29 апреля 1945 года. № 351.
- За овладение городами Штральзунд, Гриммен, Деммин, Мальхин, Варен, Везенберг — важными узлами дорог и сильными опорными пунктами обороны немцев. 1 мая 1945 года. № 354.
- За овладение городами Росток, Варнемюнде — крупными портами и важными военно-морскими базами немцев на Балтийском море и овладение городами Рибнитц, Марлов, Лааге, Тетерев, Миров. 2 мая 1945 года. № 358.
- За овладение городами Барт, Бад-Доберан, Нойбуков, Варин, Виттенберге и за соединение на линии Висмар — Виттенберге с союзными нам английскими войсками. 3 мая 1945 года. № 360.

Других государств
- медаль «За Варшаву 1939—1945» (ПНР)
- медаль «За Одру, Нису и Балтику» (ПНР)